# Jackie Fisher (Fußballspieler, 1925)
John Alfred „Jackie“ Fisher (* 19. Juni 1925 in Bermondsey; † 17. Januar 2022) war ein englischer Fußballspieler.

## Karriere
Jackie Fisher war das jüngste von 13 Geschwistern; sein eineiiger Zwillingsbruder George kam fünf Minuten früher zur Welt. Im Zweiten Weltkrieg diente Jackie Fisher in der Royal Navy im Mittleren Osten.
George und Jackie stiegen beim Hauptstadtklub FC Millwall, unweit ihres Geburtsortes, zu Profis auf. Während sich George zu einer festen Größe bei Millwall entwickelte, kam Jackie, der 1946 einen Profivertrag erhielt, nur kurzzeitig zum Zug. In der Verteidigung hatte er neben seinem Zwillingsbruder auch Len Tyler, George Williams, Taffy Evans und George Bradley als Konkurrenten um einen der beiden Stammplätze. Jackie Fisher kam lediglich im Herbst 1948 zu zwei Pflichtspielauftritten in der Football League Third Division South, dabei stand er mit seinem Zwillingsbruder in der Mannschaft. Während aber Jackie in den Partien gegen Ipswich Town (0:1) und Torquay United (1:3) mit Evans das Verteidigerduo bildete, kam George auf der eher ungewohnten Position des linken Außenstürmers zum Einsatz.
Im Sommer 1949 wechselte er für eine Ablöse von 1000 £ zum Ligakonkurrenten Bournemouth & Boscombe Athletic. Bei Bournemouth stand der für seine Zweikampfhärte bekannte Fisher in Konkurrenz zu Ian Drummond um den Platz des linken Verteidigers an der Seite von Laurie Cunningham. Während er in der Spielzeit 1949/50 etwa die Hälfte der Saisonspiele bestritt, erhielte Drummond in den beiden anschließenden Spielzeiten den Vorzug und Fisher kam nur in 9 Ligaspielen zum Einsatz. In der Saison 1952/53 kam er nochmals zu einer Serie von 26 Pflichtspielen, nachdem er Cunningham nach 111 aufeinanderfolgenden Ligaspielen im September 1952 aus der Mannschaft verdrängte und mit Drummond die Verteidigung bildete. Fisher, der zeitweise auch das Reserveteam als Mannschaftskapitän anführte, verlor seinerseits seinen Platz im Team Ende Januar 1953 an Neuzugang Bill Thompson und kam bis zu seinem Abgang im Sommer 1954 nicht mehr für die erste Mannschaft zum Einsatz. In vier Spielzeiten trafen die beiden Zwillingsbrüder drei Mal aufeinander, jedes Mal blieb Millwall siegreich. Anlässlich einer Partie gegen den FC Millwall führten die Zwillinge die beiden Mannschaften als Kapitäne aus Feld.
Im Sommer 1954 wurde er von Jimmy Blair, einem früheren Bournemouth-Spieler, zu Ramsgate Athletic in die Kent League geholt. Nach dem Gewinn der Ligameisterschaft 1956 schloss er sich dem in der Southern League spielenden Klub FC Weymouth an. Im Dezember 1956 stand er mit dem Klub in der 2. Runde das FA Cups und unterlag dort dem Drittligisten FC Southampton mit 2:3. Von 1957 bis 1959 gehörte er Yeovil Town an, dort bestritt er in zwei Spielzeiten 14 Pflichtspieleinsätze in der ersten Mannschaft. In der Folge war er als Spieler und Teil des Trainerstabs in der Dorset League bei Longfleet St Mary’s. Im Oktober 1964 wurde er Teil des Trainerstabs bei Poole Town und arbeitete hauptberuflich als Bodenleger. Seine Tochter heiratete den Fußballprofi David Webb. Deren Sohn Danny Webb brachte es ebenfalls zum Profifußballer. Als David Webb Anfang der 1980er Trainer bei Bournemouth wurde, gehörte Fisher ab Juli 1981 zum Trainerstab. Bis zu seinem Ruhestand 1992 arbeitete er noch als selbständiger Zimmermann. Fisher verstarb 96-jährig im Januar 2022.